# Титан IIID
Титан IIID (на английски: Titan IIID) е американска течногоривна двустепенна ракета-носител. Четвърта ракета-носител от подсемейството Титан III.

## Предназначение
Титан IIID е проектирана на базата на ракетата Титан IIIC. Този вариант е оптимизиран за полети на ниска земна орбита. Основната разлика с Титан IIIC е третата степен на ракетата или по-точно премахването на ускорителния блок Транстейдж като трета степен. Тази конфигурация е използвана за извеждане на серия от сателити KH-9 и KH-11 за събиране на разузнавателна информация. Те са изстреляни от авиобазата Ванденберг, Калифорния. Между юни 1971 и ноември 1982 г. са осъществени 22 изстрелвания, всички успешни. През 1982 г. тази версия на Титан III е заменена с по-мощната ракета-носител Титан 34D.

## Спецификация

### Нулева степен
- Двигатели: 2 x UA1205
- Тяга: 5849 kN
- Специфичен импулс: 263 секунди
- Време за работа: 115 секунди
- Гориво: твърдо

### Първа степен
- Двигатели: 2 x LR87-11
- Тяга: 2340 kN
- Специфичен импулс: 302 секунди
- Време за работа: 147 секунди
- Гориво: аерозин 50
- Окислител: диазотен тетраоксид

### Втора степен
- Двигател: LR91-11
- Тяга: 454 kN
- Специфичен импулс: 316 секунди
- Време за работа: 205 секунди
- Гориво: аерозин 50
- Окислител: диазотен тетраоксид